# 타르투 조약 (러시아-핀란드)
타르투 조약(러시아어: Тартуский мирный договор, 핀란드어: Tarton rauha)은 핀란드와 러시아 SFSR 사이에 체결된 조약으로, 4개월 간의 협상을 통하여 1920년 10월 14일에 체결되었다. 핀란드 내전 및 러시아령 동카렐리야 의용군 파병이 끝난 이후 협정이 체결되었으며, 핀란드와 러시아 사이의 국경을 확정하였다. 1920년 12월 31일 협정문을 교환하였으며, 국제 연맹의 조약 목록에 1921년 3월 5일 등록되었다.
이 조약으로 설정된 핀란드-러시아 국경은 과거 핀란드 대공국과 러시아 제국 사이의 국경을 따르며, 추가적으로 북극해의 부동항 페차모가 할양되었다. 1864년 러시아의 차르 알렉산드르 2세는 카렐리야 지협과 펫사모를 맞바꾸자는 제안을 하였고,. 핀란드는 이에 동의하여 군사적으로 점령하였던 러시아령 동카렐리야의 레폴라 및 포라얘르비 지역의 점거를 해제하였다. 또한 이 조약은 국경 이외 문제도 다루고 있으며, 소련 측이 핀란드의 상선이 라도가호에서 네바강을 따라 핀란드만으로 항해할 수 있는 권리를 부여하였으며, 마찬가지로 핀란드 측이 페차모를 통하여 소련에서 노르웨이로 육로 통행할 수 있는 권리를 보장하였다. 또한 핀란드는 소련의 코틀린섬 상의 크론슈타트와 마주하는 이노 지역의 해안포를 무장 해제하기로 하였으며, 이외 핀란드 만의 섬을 무장 해제하였다.
이 조약은 1921년 동카렐리야 지역에서 전쟁이 일어났을 때 핀란드 정부가 의용군 파병을 허용해서 문제가 제기되었고, 1939년 소련에서 겨울 전쟁을 시작하였을 때 파기되었다.

## 서명자

### 핀란드 측
- 유호 파시키비
- 유호 벤놀라
- 알렉산더 프레이
- 루돌프 발덴
- 배이뇌 탄네르
- 배이뇌 보이온마
- 배이뇌 키비린나

### 소련 측
- 얀 안토노비치 베르진
- 플라톤 케르젠체프
- 니콜라이 티흐메네프
- 알렉산드르 사몰료
- 예브게니 베렌스

## 같이 보기
- 타르투 조약 (러시아-에스토니아)
- 소련-리투아니아 평화 조약
- 라트비아-소련 리가 평화 조약